# 15418 Sergiospinelli
15418 Sergiospinelli è un asteroide della fascia principale. Scoperto nel 1998, presenta un'orbita caratterizzata da un semiasse maggiore pari a 2,7789794 UA e da un'eccentricità di 0,1625153, inclinata di 9,44494° rispetto all'eclittica.